# Betonsterkteklasse
De betonsterkteklasse is een klasse waarin de sterkte van beton wordt uitgedrukt. De sterkteklasse is gekoppeld aan de karakteristieke kubusdruksterkte en cilinderdruksterkte .
De betonsterkteklasse wordt aangeduid met de letter 'C' (Concrete) gevolgd door de minimaal vereiste karakteristieke cilinderdruksterkte, gevolgd door een schuine streep en de waarde van de bijbehorende karakteristieke kubusdruksterkte.
De klassen tot en met C55/67 zijn gangbare sterkteklassen. Daarboven wordt het beton als hogesterktebeton gekwalificeerd.
Na 28 dagen verharding onder bepaalde omstandigheden moet het beton voldoen aan de opgegeven sterkteklasse.
In de Nederlandse norm NEN-EN206-1:2014 worden de volgende betonsterkteklassen onderscheiden:
| Sterkteklasse | Karakteristieke cilinderdruksterkte MPa | Karakteristieke kubusdruksterkte MPa |
| ------------- | --------------------------------------- | ------------------------------------ |
| C8/10         | 8                                       | 10                                   |
| C12/15        | 12                                      | 15                                   |
| C16/20        | 16                                      | 20                                   |
| C20/25        | 20                                      | 25                                   |
| C25/30        | 25                                      | 30                                   |
| C28/35        | 28                                      | 35                                   |
| C30/37        | 30                                      | 37                                   |
| C35/45        | 35                                      | 45                                   |
| C40/50        | 40                                      | 50                                   |
| C45/55        | 45                                      | 55                                   |
| C50/60        | 50                                      | 60                                   |
| C53/65        | 53                                      | 65                                   |
| C55/67        | 55                                      | 67                                   |
| C60/75        | 60                                      | 75                                   |
| C70/85        | 70                                      | 85                                   |
| C80/95        | 80                                      | 95                                   |
| C90/105       | 90                                      | 105                                  |